# 紀元前1万年
『紀元前1万年』（英: 10,000 BC）は、ローランド・エメリッヒ監督による映画作品。アメリカでの映画公開は2008年3月6日。日本での公開は同年4月26日。

## あらすじ
紀元前1万年の世界。ヤガル族は、彼らがマナクと呼ぶマンモスを狩る民族。ある日、彼らの村に、青い目の少女が運び込まれる。村の巫女は、村にマナクが来る最後となる日が訪れること、そして、その最後の日にマナクを倒した者がエバレットと名づけられたその少女と結ばれ、ヤガル族の未来が安泰となると予言する。
数年後、ついにマナクの大群が村に押し寄せ、村の若者デレーは偶然から最も巨大なマナクを倒すことに成功する。族長の象徴である白いヤリを受け継ぎ、エバレットを妻に娶ることを認められたデレーだが「自分には本当の勇気がない」と素直に喜べない。その夜、「4本足の悪魔」と呼ばれる異民族が村を襲い、エバレットや村人を連れ去った。
デレーを中心としたヤガル族の若者たちは、仲間を取り戻すために異民族を追う旅に出る決意をした。その行く手には様々な困難が立ちはだかる。

## 登場人物
デレー
演 - スティーヴン・ストレイト
村の若者。
エバレット
演 - カミーラ・ベル
青い目をした少女。「将来、村を救う勇者と結婚する」と言われている。
ティクティク
演 - クリフ・カーティス
デレーの父の友人。追手に深手を負わされ亡くなる。
ナクドゥ
演 - ジョエル・ヴァーゲル
ナウ族のリーダー。
カレン
演 - モー・ゼイネル
村を出て行ったデレーの父を疎んでいる。神の手下たちとの戦いで相手の隙を作るために突貫して亡くなる。
バク
演 - ナサニエル・バリング
村の少年。
巫母
演 - モナ・ハモンド
大地の精霊に語り掛けることができる。
デレーの父
演 - クリスチャン・ビーズリー
優秀な戦士として名高い存在だった。しかし、村を出て行った。

## キャスト
| 役名                 | 俳優                           | 日本語吹替                                                       | 日本語吹替                                              |
| 役名                 | 俳優                           | 劇場公開版                                                       | テレビ朝日版                                            |
| -------------------- | ------------------------------ | ---------------------------------------------------------------- | ------------------------------------------------------- |
| デレー               | スティーヴン・ストレイト       | 東地宏樹                                                         | 津田健次郎                                              |
| エバレット           | カミーラ・ベル                 | 高垣彩陽                                                         | 冬馬由美                                                |
| ティクティク         | クリフ・カーティス             | 山路和弘                                                         | 大塚芳忠                                                |
| ナクドゥ             | ジョエル・ヴァーゲル           | 落合弘治                                                         | 江川央生                                                |
| 隊長                 | アフィフ・ベン・バドラ         |                                                                  | 大友龍三郎                                              |
| カレン               | モー・ゼイネル                 | 咲野俊介                                                         | 平田広明                                                |
| バク                 | ナサニエル・バリング           | 野島健児                                                         | 山口勝平                                                |
| 巫母                 | モナ・ハモンド                 | 京田尚子                                                         | 来宮良子                                                |
| ワン・アイ           | マルコ・ハーン                 |                                                                  | 若本規夫                                                |
| モハ                 | リース・リッチー               | 伊丸岡篤                                                         | 杉山大                                                  |
| ルキブ               | ジョエル・フライ               |                                                                  | 西凜太朗                                                |
| デレーの父           | クリスチャン・ビーズリー       | 武虎                                                             | 藤真秀                                                  |
| 高僧                 | ファルーク・ヴァリー＝オマー   |                                                                  | 岩崎ひろし                                              |
| 神                   | ティム・バーロウ               |                                                                  | 清川元夢                                                |
| デレー（幼少期）     | ジェイコブ・レントン           | 阪口大助                                                         | 本田貴子                                                |
| エバレット（幼少期） | グレーソン・ハント・アーウィン |                                                                  | あんどうさくら                                          |
| カレン（幼少期）     | マシュー・ナヴィン             | 杉本ゆう                                                         | 青山桐子                                                |
| ナレーター           | オマル・シャリーフ             | 大木民夫                                                         | 内海賢二                                                |
| その他               | N/A                            | 陶山章央 大畑伸太郎 日野聡 石上裕一 大浦冬華 庄司宇芽香 太田哲治 | 奈良徹 飛田展男 烏丸祐一 東條加那子 田村睦心 安武みゆき |

- テレビ朝日版：初回放送2011年8月7日『日曜洋画劇場』

## スタッフ
- 監督：ローランド・エメリッヒ
- 脚本：ローランド・エメリッヒ、ハラルド・クローサー
- 製作：マイケル・ワイマー、ローランド・エメリッヒ、マーク・ゴードン
- 製作総指揮：ハラルド・クローサー、サラ・ブラッドショー、トム・カルノフスキー、トーマス・タル、ウィリアム・フェイ
- 撮影：ウエリ・スタイガー
- 編集：アレクサンダー・バーナー
- 音楽：ハラルド・クローサー、トーマス・ワンダー

日本語版
| -    | 劇場公開版       | テレビ朝日版         |
| ---- | ---------------- | -------------------- |
| 演出 | 岩浪美和         | 鍛治谷功             |
| 翻訳 | アンゼたかし     | アンゼたかし         |
| 調整 |                  | オムニバス・ジャパン |
| 効果 |                  | サウンドボックス     |
| 制作 | プロセンスタジオ | 東北新社             |

## 評価
レビュー・アグリゲーターのRotten Tomatoesでは151件のレビューで支持率は9%、平均点は3.40/10となった。Metacriticでは29件のレビューを基に加重平均値が34/100となった。